# Луганський державний університет внутрішніх справ імені Едуарда Дідоренка
Луганський державний університет внутрішніх справ імені Едуарда Олексійовича Дідоренка — колишній державний вищий навчальний заклад IV рівня акредитації, один із провідних відомчих ЗВО, що здійснював підготовку правоохоронців та юристів. 4 липня 2023 року університет було приєднано до Донецького державного університету внутрішніх справ.

## Історія

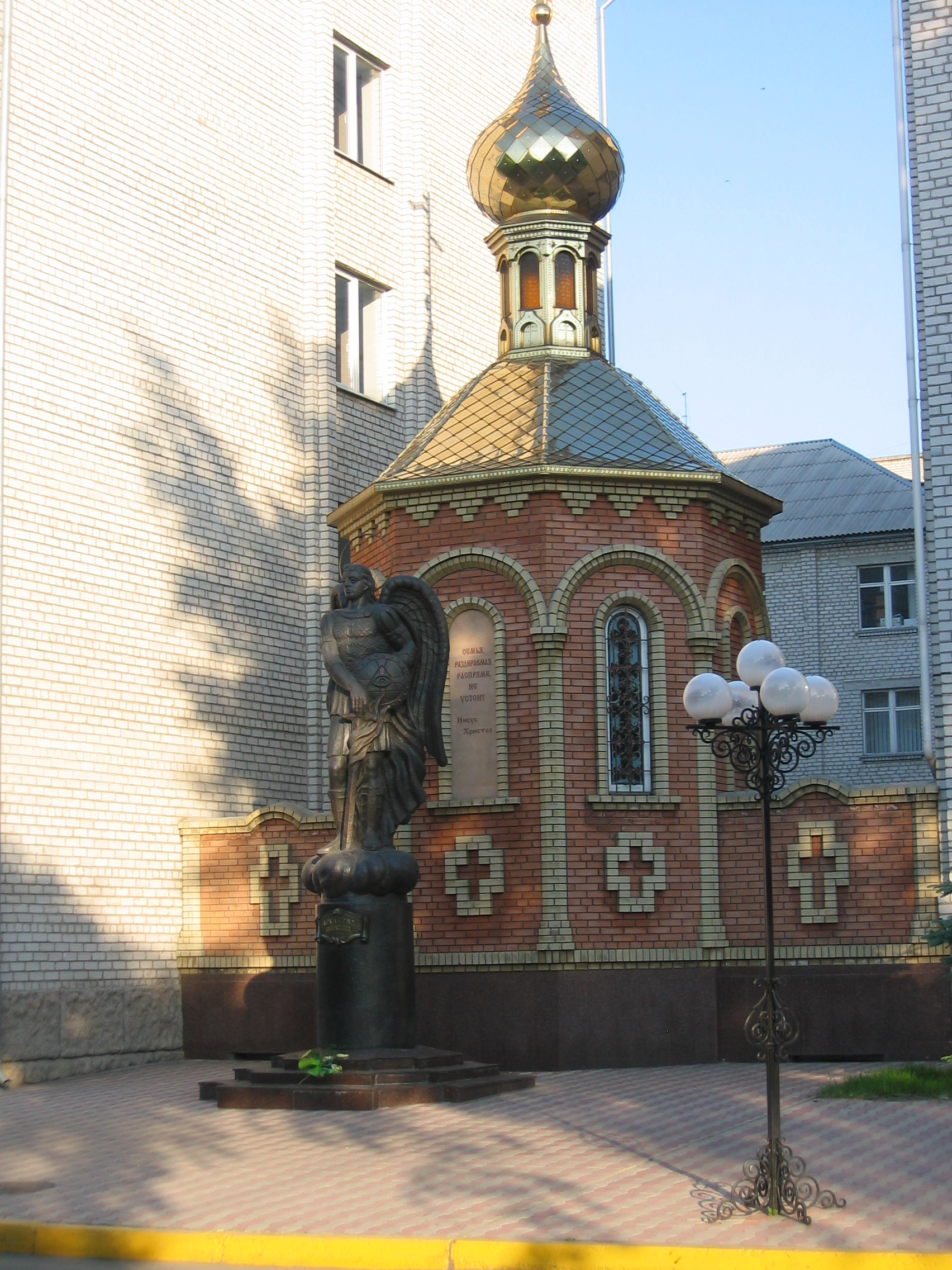

20 травня 1993 року постановою Кабінету Міністрів України № 362 у Луганську створено училище міліції МВС України, яке згодом було реорганізовано в Луганський інститут внутрішніх справ (1994 р.), Луганський інститут внутрішніх справ імені 10-річчя незалежності України (2001 р.), Луганську академію внутрішніх справ імені 10-річчя незалежності України (2002 р.), Луганський університет внутрішніх справ (2005 р.).
Засновником закладу вищої освіти був член-кореспондент Академії правових наук України, доктор юридичних наук, професор, заслужений юрист України, генерал-полковник міліції Едуард Олексійович Дідоренко. Він був ректором університету з дня створення й до своєї смерті 1 вересня 2007 року. 11 вересня 2007 року розпорядженням Кабінету Міністрів України № 729-р університету присвоєно ім'я його засновника.
Під керівництвом Е. О. Дідоренка був сформований і зцементований професорсько-викладацький склад, 80 % якого — це спеціалісти найвищої кваліфікації.
З 21 вересня 2007 року Луганський державний університет внутрішніх справ імені Е. О. Дідоренка очолив доктор юридичних наук, професор Віталій Мар'янович Комарницький.
У 2014 році був передислокований до Сум у зв'язку з початком російської агресії.
У жовтні  2016 року відповідно до наказу МВС  «Про тимчасову передислокацію ЛДУВС ім. Е. О. Дідоренка»   університет повернувся на рідну Луганщину в м. Сєвєродонецьк.
4 липня 2023 року університет було приєднано до Донецького державного університету внутрішніх справ.

## Структура університету
Університет здійснював підготовку кадрів для Міністерства внутрішніх справ України, зокрема, Національної поліції України та фахівців у галузі права освітніх ступенів «бакалавр», «магістр», «доктор філософії» за спеціальностями «Право», «Правоохоронна діяльність».
Загальноуніверситетські кафедри
Кафедра юридичної лінгвістики та документознавства
Кафедра соціально-гуманітарних дисциплін і професійної психології
Кафедра державно-правових дисциплін
Факультет підготовки фахівців для підрозділів Національної  поліції України
Кафедра тактичної, спеціальної та фізичної підготовки
Кафедра кримінально-правових дисциплін
Кафедра організації правоохоронних та судових органів
Факультет заочного та дистанційного навчання
Миколаївське відділення заочно-дистанційного навчання

## Керівництво
- Ректор — Комарницький Віталій Мар'янович (доктор юридичних наук, професор, заслужений будівельник України, академік Міжнародної Академії науки та практики організації виробництва). Обіймає посаду з 21.09.2007 і дотепер.
- Перший проректор — Карчевський Микола Віталійович (доктор юридичних наук, професор, полковник поліції).
- Проректор — Кім В'ячеслав Русланович.

## Міжнародна діяльність
Луганський державний університет внутрішніх справ імені Е. О. Дідоренка активно співпрацював на міжнародному рівні в освітньому, науковому, культурному напрямах, підтримуючи постійні зв'язки з науково-освітніми структурами країн Східної та Західної Європи, Північної Америки.
Крім того представники університету неодноразово були учасниками міжнародних літніх і зимових шкіл, стажувань і візитів, конференцій, семінарів і «круглих столів». Співробітники ЛДУВС у рамках навчання чи стажування під егідою міжнародних інституцій (ООН, Ради Європи, Єврокомісії, Гельсінського фонду прав людини) проходили навчання за програмами різних міжнародних і європейських проектів, за результатами яких одержали міжнародні сертифікати.
В університеті проводилися численні міжнародні заходи освітнього, наукового, культурного та спортивного характеру.
Співробітники університету брали участь у миротворчих операціях ООН у Косово, Сербії, Ліберії, Іраку.

## Нагороди та репутація
Яскравим підтвердженням високого суспільного визнання стало удостоєння вищого навчального закладу відзнаками:
- «Кришталевий меч» та «Срібний меч у петлицю» у номінації «Найкращий правоохоронець» ,
- «Кришталевий Ріг Достатку» за підсумками Міжнародного відкритого рейтингу популярності та якості «Золота фортуна»,
- звання лауреата Рейтингу серед вищих навчальних закладів України «Софія Київська»,
- орден Міжнародної Кадрової Академії «За розвиток науки і освіти» (2004 рік) та «Орден Пошани» .

У 2008 році навчальний заклад став переможцем Всеукраїнського проекту «Національні лідери України» у номінації «Освіта». У 2010 році отримав диплом лауреата громадської акції «Флагмани освіти і науки України» за визначний внесок наукової та освітньої сфер державного будівництва України і за вагомий внесок у розвиток іміджу освіти і науки України, у 2011 — лауреат Всеукраїнського видавничого проекту «Науково-освітній потенціал України».
Луганський державний університет внутрішніх справ імені Е. О. Дідоренка увійшов у десятку найкращих вищих навчальних закладів України за результатами авторитетного рейтингу «Компас» у номінації «На думку випускників» у 2010, 2011, 2012 роках. До того ж, згідно з рейтингом Міністерства освіти, науки, молоді та спорту України університет увійшов у п'ятірку найкращих вищих навчальних закладів країни в групі «Право, правоохоронна діяльність».